# Alopecosa orotavensis
Alopecosa orotavensis är en spindelart som först beskrevs av Embrik Strand 1916.  Alopecosa orotavensis ingår i släktet Alopecosa och familjen vargspindlar.
Artens utbredningsområde är Kanarieöarna. Inga underarter finns listade i Catalogue of Life.